# Transports dans le Lot
Département rural et peu peuplé, le département français du Lot possède un réseau de transport peu développé dans l'ensemble. Le principal axe routier et ferroviaire est celui reliant Paris à Toulouse, via Souillac et la préfecture Cahors : le développement de celui-ci — ouverture au début des années 2000 de l'autoroute A20 — ou sa préservation — la ligne des Aubrais - Orléans à Montauban-Ville-Bourbon est progressivement délaissée pour les liaisons ferroviaires Paris-Toulouse, au profit de l'itinéraire par Bordeaux — sont des enjeux forts pour le développement du département. Dans l'est du département, Figeac est un modeste carrefour routier et ferroviaire.

## Transport routier

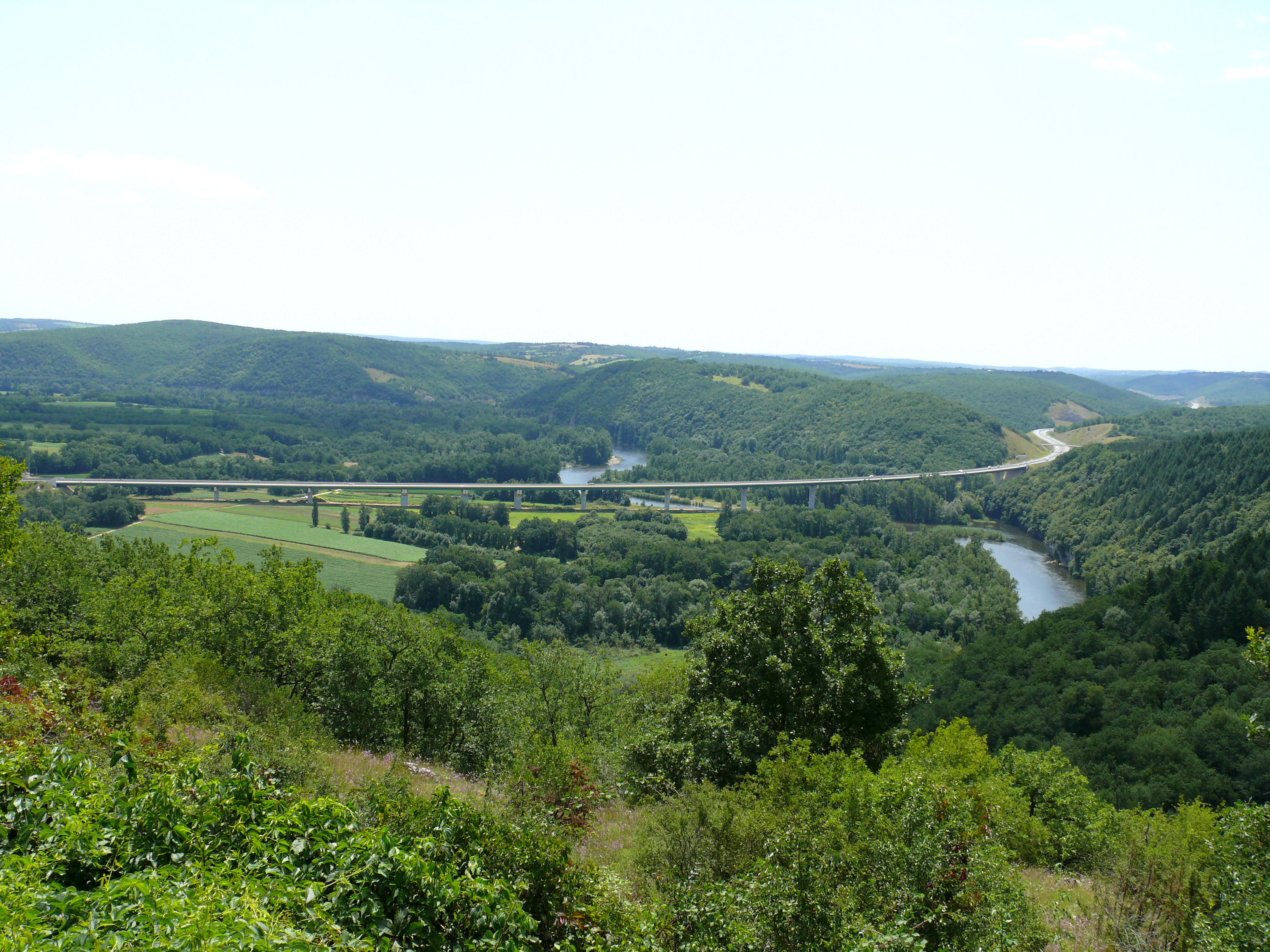
Le viaduc de la Dordogne permet à l'autoroute A20 de franchir la Dordogne à Pinsac près de Souillac.

### Infrastructures routières
Le principal axe routier du Lot, et sa seule autoroute, est l'autoroute A20, qui relie Vierzon à l'A62, et au-delà, Paris à Toulouse. L'A20 est concédée et payante sur la totalité de son parcours dans le département alors qu'elle est majoritairement gratuite en-dehors du Lot ; elle a permis de dévier le trafic de longue distance en-dehors des agglomérations de Souillac et Cahors, qui étaient fréquemment embouteillées avant son ouverture.
Comme dans le reste du territoire français, la plupart des routes nationales ont été déclassées dans le Lot. Un tronçon de la route nationale 122 subsiste toutefois jusqu'à 2024 pour relier Figeac à l'autoroute A75, via Aurillac.
Parmi les autres axes importants du département, on peut notamment citer la route départementale 840 (ex-RN 140), qui relie Brive-la-Gaillarde à Rodez via Gramat et Figeac, et la route départementale 911 (ex-RN 111), qui dessert la vallée du Lot à l'ouest de Cahors avant de se diriger ensuite vers Villefranche-de-Rouergue. Tous ces axes sont à deux voies et chaussée unique ; hormis quelques courts tronçons près des principales agglomérations et l'autoroute A20, il n'existe pas de routes à 2x2 voies dans le Lot.

### Transport collectif de voyageurs
Le Lot est desservi par le réseau régional de transport routier liO, qui exploite une quinzaine de lignes régulières (dont certaines saisonnières) dans le département.

## Transport ferroviaire

### Historique

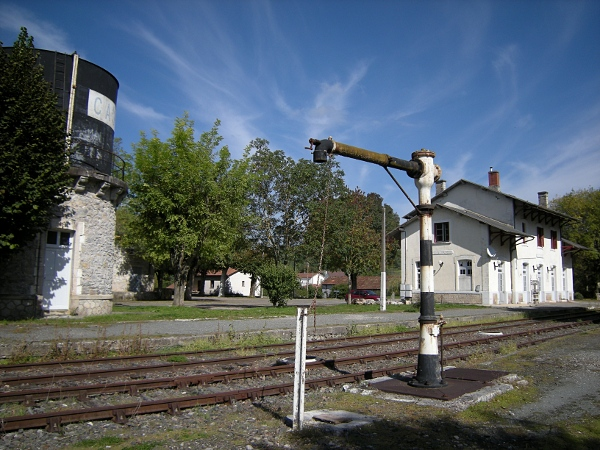
L'ancienne gare de Cajarc, ouverte en 1886 et fermée au trafic voyageurs en 1980, est aujourd'hui inscrit monument historique.

La première ligne de chemin de fer ouverte dans le Lot est la ligne de Brive-la-Gaillarde à Toulouse-Matabiau via Capdenac, en 1862. Figeac devient un carrefour quatre ans plus tard, lors de l'ouverture de la ligne d'Aurillac ;  Cahors est desservie à partir de 1869 par une ligne provenant d'Agen. Jusqu'à l'ouverture de la ligne directe par Cahors, réalisée entre 1884 et 1891, c'est en effet par Figeac et Capdenac que passent les trains reliant Brive-la-Gaillarde à Toulouse. 
Le réseau d’intérêt général a été développé dans le département par la Compagnie du chemin de fer de Paris à Orléans (PO), mais n'a jamais été très étendu. À la fin du XIXe siècle, le chemin de fer d’intérêt général atteignait notamment Biars-sur-Cère, Cahors, Cajarc, Figeac, Gourdon, Gramat, Luzech, Martel, Prayssac, Puy-l'Évêque, Souillac et Vayrac ; mais des lignes droites reliant Cahors à Gramat (43 km), Figeac à Biars-sur-Cère (38 km) ou Cahors à Moissac (48 km) n'ont jamais croisé aucune ligne d'intérêt général.
Le Lot a également été desservi par une unique voie ferrée d'intérêt local, exploité par la compagnie des tramways du Quercy et extensions. Cette ligne reliait Bretenoux - Biars à Saint-Céré de 1907 au début des années 1930.
La ligne des Aubrais - Orléans à Montauban-Ville-Bourbon est l'une des premières grandes radiales électrifiées en France, dès 1943 dans le département. Mais parallèlement à l'amélioration des performances de cette ligne — la première parcourue à 200 km/h, par Le Capitole en 1967 — certaines lignes secondaires sont fermées. L'ouverture en 1990 de la LGV Atlantique et en 2017 de la LGV Sud Europe Atlantique rend le trajet Paris - Toulouse plus rapide en TGV par Bordeaux que par Cahors ; la desserte directe du Lot depuis Paris s'érode ainsi progressivement.
|                                             |
| Le réseau ferroviaire à son apogée en 1930. |

|                                     |
| Le réseau ferroviaire de nos jours. |

|                                                    |
| Carte animée de l’évolution du réseau ferroviaire. |

### Situation actuelle

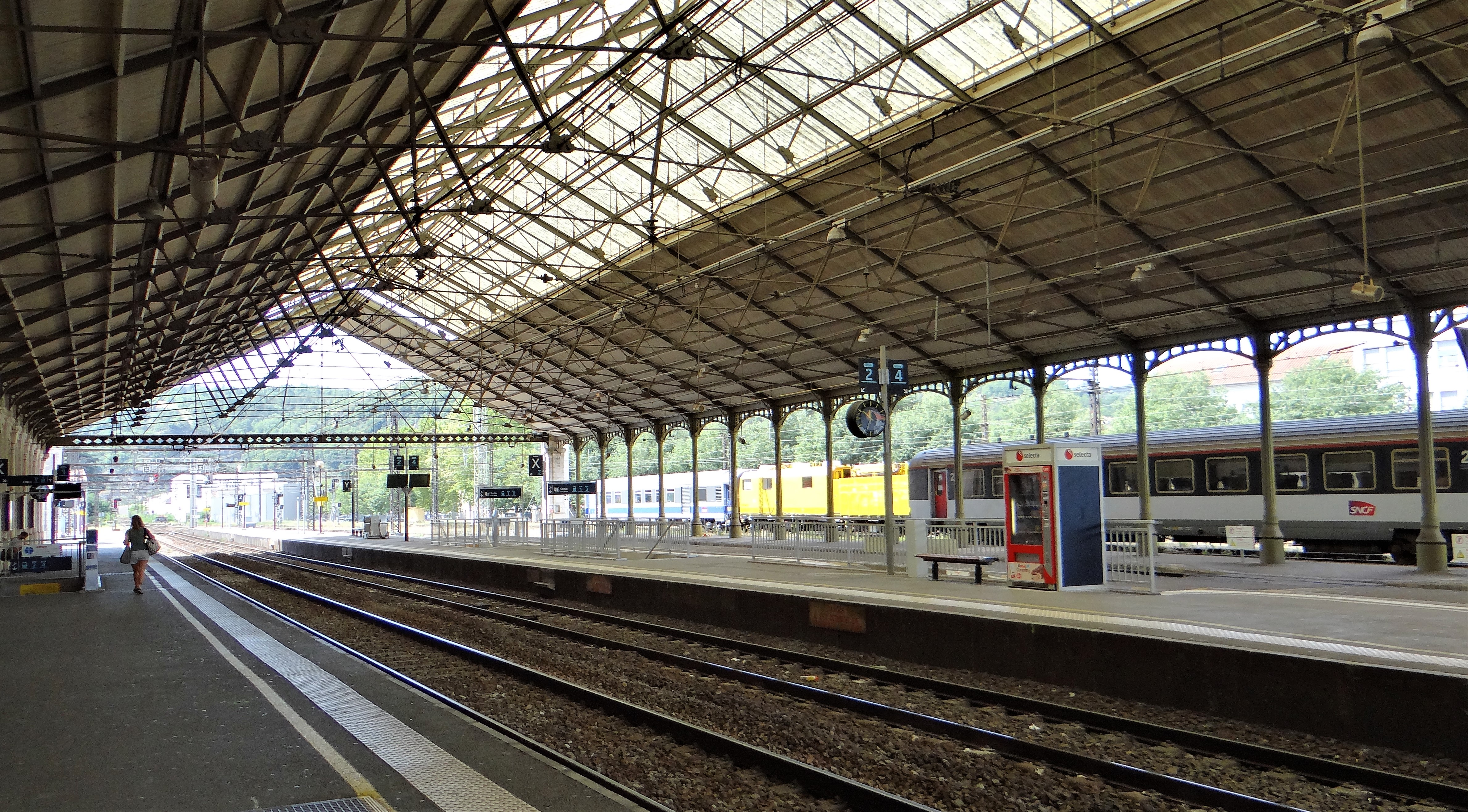
Grande halle voyageurs de la gare de Cahors.

Département peu peuplé, le Lot ne possède aucune gare importante. La principale gare de voyageurs est la gare de Cahors, fréquentée par 332 000 voyageurs en 2019 ; viennent ensuite Souillac, Figeac et Gourdon avec une fréquentation annuelle entre 96 000 et 110 000 voyageurs en 2019.
Le principal axe ferroviaire du département est la ligne des Aubrais - Orléans à Montauban-Ville-Bourbon, dite « POLT » (pour Paris-Orléans-Limoges-Toulouse), à double voie électrifiée. Cette ligne est parcourue par des trains Intercités reliant Paris-Austerlitz à Cahors ou Toulouse-Matabiau, en desservant Souillac et Gourdon, quelques Intercités de nuit et des TER Occitanie (liO Train). 
Plusieurs voies uniques non-électrifiées traversent l'est du département : la ligne de Brive-la-Gaillarde à Toulouse-Matabiau via Capdenac, la ligne de Figeac à Arvant et la ligne de Souillac à Viescamp-sous-Jallès (qui commence aujourd'hui à Saint-Denis-près-Martel). Ces lignes sont parcourues par des TER Occitanie (liO Train) et des TER Auvergne-Rhône-Alpes.

## Transport fluvial
Le transport fluvial a été abandonné au début du XXe siècle sur le Lot, rivière qui a pourtant longtemps possédé un rôle important pour le transport des productions du département. Depuis les années 1990, des aménagements ont été réalisés pour rendre certaines sections à nouveau navigables (en classe 0 CEMT), mais uniquement pour la navigation de plaisance.

## Transport aérien
Le Lot ne possède aucun aéroport ; toutefois, l'aéroport de Brive-Souillac n'est situé qu'à quelques kilomètres, dans le département de la Corrèze.
L'aérodrome de Cahors - Lalbenque et l'aérodrome de Figeac-Livernon sont principalement utilisés par l'aviation légère de loisirs et de tourisme.

## Transports en commun urbains et périurbains

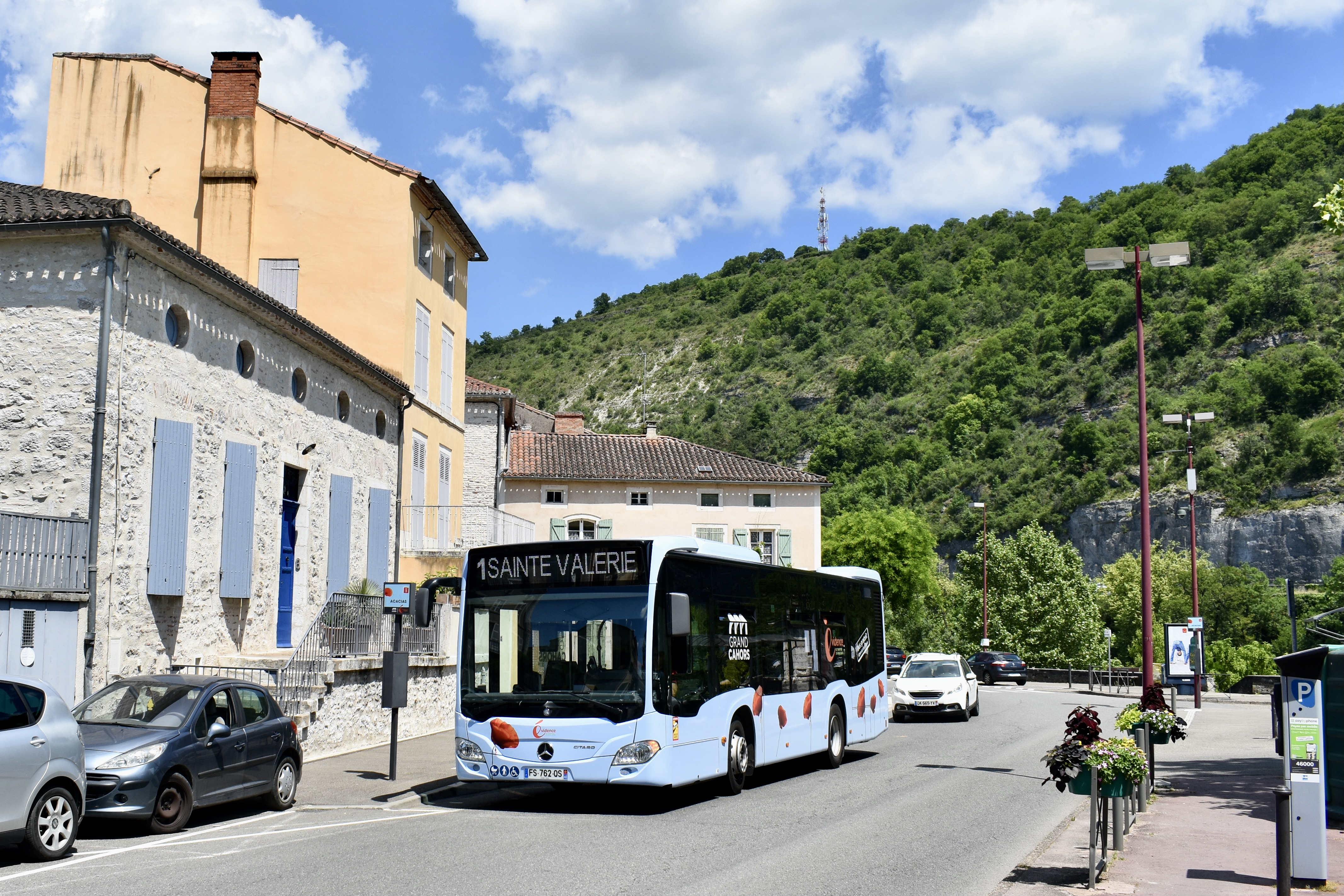
Un autobus Mercedes-Benz Citaro C2 du réseau Évidence du Grand Cahors en 2021.

La communauté d'agglomération du Grand Cahors et les communes de Figeac et Rocamadour sont autorités organisatrices de la mobilité sur leur territoire et organisent des services de transport dans leur ressort territorial. 
Les réseaux Évidence (Cahors) et Le Bus Figeac (Figeac) comptent quelques lignes régulières d'autobus et du transport à la demande.

## Modes actifs
Le département est traversé par plusieurs voies vertes, véloroutes et sentiers de grande randonnée. 
Les itinéraires cyclables destinés au cyclotourisme sont notamment le tour du Lot (400 km) et une portion de la véloroute V87 (Montluçon (Allier) - Montech (Tarn-et-Garonne)). En complément, le conseil départemental lance en 2024 le projet VéLot pour aménager 12 à 15 itinéraires cyclables pour les trajets du quotidien, en concertation avec les communautés de communes et les associations de cyclistes locaux.